# Château du Grand Jardin (Valensole)
Pour l’article homonyme, voir château du Grand Jardin.
Vous pouvez aider à l'améliorer ou bien discuter des problèmes sur sa page de discussion.
- Il ne cite pas suffisamment ses sources. Vous pouvez indiquer les passages à sourcer avec {{référence nécessaire}} ou {{Référence souhaitée}}, et inclure les références utiles en les liant aux notes de bas de page. (Marqué depuis juillet 2022)

- Archive Wikiwix
- Bing
- Cairn
- DuckDuckGo
- E. Universalis
- Gallica
- Google
- G. Books
- G. News
- G. Scholar
- Persée
- Qwant
- (zh) Baidu
- (ru) Yandex
- (wd) trouver des œuvres sur Wikidata

Le château du Grand Jardin est un château situé sur la commune de Valensole dans le département des Alpes-de-Haute-Provence.

## Historique
Le château du Grand Jardin est aujourd'hui un château privé et accueille des chambres d'hôtes.